# Melomys obiensis
Melomys obiensis је врста глодара из породице мишева (лат. Muridae). 

## Распрострањење
Индонезија је једино познато природно станиште врсте.

## Станиште
Врста Melomys obiensis има станиште на копну.

## Угроженост
Ова врста није угрожена, и наведена је као последња брига јер има широко распрострањење.

### Популациони тренд
Популациони тренд је за ову врсту непознат.

## Спољашња веза
Медији везани за чланак Melomys obiensis на Викимедијиној остави